# Acrotritia divida
Acrotritia divida är en kvalsterart som först beskrevs av Sandór Mahunka 1991.  Acrotritia divida ingår i släktet Acrotritia och familjen Euphthiracaridae. Inga underarter finns listade i Catalogue of Life.